# Husband E. Kimmel
Husband Edward Kimmel (Henderson, 26 de febrero de 1882 - Groton, 14 de mayo de 1968) fue un almirante de cuatro estrellas en la Armada de los Estados Unidos. Se desempeñó como comandante en jefe, estando en la Flota del Pacífico de los Estados Unidos en el momento del ataque japonés a Pearl Harbor. Debido al ataque, fue destituido de su cargo y degradado a su rango permanente de contralmirante de dos estrellas. Posteriormente se retiraría de la Marina con ese rango.

## Biografía

### Carrera
Husband E. Kimmel nació en Henderson, Kentucky, el 26 de febrero de 1882, y se graduó en la Academia Naval de los EE. UU., en 1904. Su padre, el mayor Marius Kimmel (1832-1916), luchó en el Ejército de los Estados Confederados durante la guerra de Secesión. Husband se casó con Dorothy Kinkaid, hermana del oficial naval Thomas C. Kinkaid, con quien tuvo dos hijos.
Antes de llegar a rango de almirante, se desempeñó en varios buques de guerra, mandó a dos divisiones de destructores, un escuadrón de destructores, y fue capitán del USS New York (BB-34). Completó el curso superior en la Academia Naval de Guerra y también ocupó varios cargos importantes en el Departamento de Marina.
Después de la promoción al grado de Contraalmirante en 1937, mandó a una División de Cruceros en un viaje diplomático a América del Sur y luego ascendió a Comandante de cruceros en 1939. En febrero de 1941 fue designado jefe de la flota estadounidense del Océano Pacífico, con sede en las Islas Hawái, y comandó las unidades navales desplegadas allí; pocos días después de asumir el mando expresó a su jefe de operaciones que "un ataque sorpresivo japonés a Pearl Harbor es una posibilidad, estamos tomando medidas para reducir cualquier posible daño".

### Pearl Harbor
Después de que el Almirante James O. Richardson se retirase como comandante en jefe de la Flota de los EE. UU. y la Flota del Pacífico en febrero de 1941, Kimmel asumió el mando con el rango temporal de almirante. La base de la flota había sido trasladada de su base tradicional en San Diego, California a Pearl Harbor, en mayo de 1940. El 18 de febrero de 1941, Kimmel escribió al Jefe de Operaciones Navales:

«Creo que un ataque por sorpresa (submarino, aéreo, o combinado) en Pearl Harbor es una posibilidad, y estamos adoptando de forma inmediata las necesarias para minimizar los posibles daños y garantizar que la fuerza atacante lo pagara.»

El ataque japonés a Pearl Harbor tuvo lugar el 7 de diciembre de 1941. Edwin T. Layton cuenta que durante el ataque «, Kimmel se asomó por la ventana de su oficina en la base submarina, con una expresión de asombro. Mientras miraba el desastre que transcurría en el puerto que se desarrollaba con una furia terrible, una bala perdida del calibre.50 se estrelló contra el vidrio rozando al almirante antes de impactar en el suelo. Rajó su chaqueta blanca y le provocó un moretón en el pecho. "Hubiera sido misericordioso que me matara", murmuró Kimmel a su oficial de comunicaciones, el comandante Curts 'Germany' Maurice».
En la serie documental El mundo en guerra, un marinero que había estado junto al almirante Kimmel durante el ataque, recordó como viendo la destrucción de la flota, se quitó la insignia de cuatro estrellas del hombro y los reemplazó por la de un contralmirante, en un aparente reconocimiento de la inminente fin de su mando de la Flota del Pacífico.
Kimmel fue relevado de su cargo diez días después del ataque, mientras estaba en medio de la planificación y ejecución de movimientos de represalia, incluyendo un esfuerzo para aliviar y reforzar la isla de Wake, que podrían haber conducido a un enfrentamiento inicial entre fuerzas de portaaviones norteamericanos y japoneses. Pasó gran parte del tiempo defendiéndose en diversas audiencias, señalando que nunca recibió toda la información clave que le hubiera permitido anticipar el ataque.   Fue retirado y jubilado del servicio activo el 28 de febrero de 1942 con el rango de almirante de tres estrellas (comando de más de una división).

### La polémica sobre Pearl Harbor
Algunos historiadores, como el capitán de submarino Edward L. "Ned" Beach, sostienen que el almirante Kimmel y el teniente general Walter Short -jefe máximo de las tropas terrestres- se convirtieron cada uno en chivo expiatorio de los fracasos de sus superiores antes del ataque a Pearl Harbor, y que ambas carreras se arruinaron injustamente.
Edwin T. Layton (más tarde, almirante Layton), jefe de inteligencia de Husband Kimmel, y uno de los oficiales que mejor le conocían, apoyó a Kimmel en su libro, "Yo estaba allí: Pearl Harbor y Midway - Rompiendo el Secreto" (1985). El almirante Layton argumentó que a Kimmel no se le había proporcionado toda la información, y que había desplegado los escasos recursos de reconocimiento a su disposición de la forma más lógica, dada la poca información disponible.
Por otro lado, los críticos de Kimmel señalan que se le había ordenado el 27 de noviembre de 1941 (diez días antes del ataque) que iniciara un "despliegue defensivo" de la flota. Kimmel entendió que este mensaje se refería a la defensa contra el sabotaje, y así actuó. Debido a esta mala interpretación, los barcos se mantuvieron en el puerto y la flota no fue colocada en estado de alerta. Por otra parte, después de que su unidad de inteligencia perdiera el rastro de los portaaviones japoneses, Kimmel no ordenó patrullas de largo alcance ni patrullas navales para averiguar sus posiciones, en parte por falta de aparatos, en parte porque él también tenía un programa de entrenamiento que mantener y, en parte debido a que el Cuerpo Aéreo del Ejército era el responsable de la patrulla de largo alcance (pero disponía aún menos capacidad en Hawái que él, ya que las Filipinas tenían mayor prioridad).
Incluso si Kimmel hubiese reaccionado, no está claro que el resultado hubiera sido mejor para los estadounidenses. En una entrevista de 1964, el Almirante Chester Nimitz, que se convirtió en comandante en jefe de la Flota del Pacífico tres semanas después del ataque, llegó a la conclusión de que «era la voluntad de Dios que nuestra flota estuviera en Pearl Harbor el 7 de diciembre». Si el almirante Husband Kimmel, comandante en Hawái, hubiese «tenido conocimiento anticipado de que los japoneses se acercaban, probablemente habría tratado de interceptarlos. Con la diferencia de velocidad entre los acorazados de Kimmel y los portaaviones más rápidos de los japoneses, los primero no podría haber llegado a tiro de cañón de los portaaviones del enemigo. Como resultado, habríamos perdido muchas naves en aguas profundas y también miles de vidas». En cambio, en Pearl Harbor, las tripulaciones fueron rescatadas con facilidad, y seis buques de guerra recuperados en última instancia. Esta fue la reacción de Joseph J. Rochefort, director de HYPO, cuando comentó que el ataque en puerto fue lo menos malo que pudo haber pasado.
Robert Stinnett, en su libro El día de la mentira (2001), afirma que a Kimmel se le mantuvo deliberadamente ignorante, al menos indirectamente, sobre las órdenes específicas de Franklin D. Roosevelt, porque el presidente y los demás eran conscientes no solo de la intención de Japón a atacar Pearl Harbor, sino también de la fecha y hora. Stinnett argumenta que a Kimmel se le dieron órdenes engañosas. De hecho, a Kimmel se le negó el acceso a MAGIC, el sistema de decodificación secreto estadounidense, por razones de seguridad, y apenas consultó o trabajó con su homólogo del Ejército, el general Walter Short, quien tenía la responsabilidad de la defensa de la flota. Stinnett sostiene que el almirante Kimmel y el general Short fueron usados como chivos expiatorios para cubrir de forma deliberada una operación que permitió a los Estados Unidos entrar en la guerra provocando un ataque japonés, ya que así se lograría el apoyo de la opinión pública contraria a la entrada en el conflicto. Esta tesis es rechazada por la mayoría de los historiadores.[cita requerida]

### Tras Pearl Harbor
Tras el Ataque a Pearl Harbor ocurrido el 7 de diciembre de 1941, Kimmel presintió que su puesto de almirante de cuatro estrellas no duraría mucho tiempo y de inmediato empezó a planificar operaciones de represalia contra Japón. No obstante, el 15 de diciembre Kimmel fue relevado del mando por sus superiores y pasó a retiro en febrero de 1942, tras ser degradado a almirante de tres estrellas. Kimmel fue acusado de negligencia por la opinión pública al no considerar la necesidad de proteger sus barcos contra un bombardeo aéreo masivo y censurado por su "falta de reacción" contra el ataque japonés.
Kimmel pasó gran parte de los años siguientes defendiéndose de las acusaciones de negligencia e inacción, alegando que en realidad nunca tuvo acceso a los documentos que informaban a la Secretaría de Marina sobre una inminente agresión japonesa. También se alegó que, inclusive en caso de una reacción enérgica por parte de Kimmel, la potencia del ataque aéreo japonés hubiera causado inevitables y severos daños a las fuerzas navales estadounidenses.
El hijo del almirante Kimmel, Manning, murió cuando el submarino que mandaba (el USS Robalo) chocó con una mina cerca de Palawan, en julio de 1944. Después de la guerra Kimmel trabajó para Frederic R. Harris, Inc. Sin poder recuperar su grado de almirante de cuatro estrellas, Kimmel falleció en 1968 en Groton (Connecticut).
En 1994, la familia de Kimmel, incluido su nieto, Manning Kimmel IV, locutor en Carolina del Sur, intentó que el rango de almirante de cuatro estrellas de Kimmel fuese restituido. El presidente Bill Clinton rechazó la petición, al igual que los presidentes Richard Nixon y Ronald Reagan. Un estudio de 1995 del Pentágono concluyó que hubo otros oficiales de alto rango responsables del fracaso en Pearl Harbor, pero sin exonerarlo. El 25 de mayo de 1999, el Senado de los Estados Unidos, por una votación de 52-47, aprobó una resolución no vinculante para exonerar a Kimmel y Short, y pidiendo al presidente Clinton promover a título póstumo el rango de a Kimmel y a otros. El senador Strom Thurmond (R-SC), uno de los impulsores de la resolución, se refirió a Kimmel y a Short como «las dos víctimas finales de Pearl Harbor». Sin embargo, ni el presidente Clinton ni el presidente Bush se comprometieron a hacerlo.